# Oecanthus californicus
Oecanthus californicus är en insektsart som beskrevs av Henri Saussure 1874. Oecanthus californicus ingår i släktet Oecanthus och familjen syrsor.

## Underarter
Arten delas in i följande underarter:
- O. c. californicus
- O. c. pictipennis